# Lista de antidepressivos
Esta é uma lista de antidepressivos clinicamente aprovados em todo o mundo, bem como medicamentos prescritos também clinicamente aprovados usados para aumentar os efeitos dos antidepressivos. A lista está estruturada por classificação farmacológica e/ou estrutural. Os nomes químicos/genéricos são listados primeiro, com os nomes das marcas entre parênteses. Todos os medicamentos listados são aprovados especificamente para transtorno depressivo maior, exceto onde indicado.

## Inibidores seletivos de recaptação de serotonina(ISRS)
- Citalopram (Celexa, Cipramil)
- Escitalopram (Lexapro, Cipralex)
- Fluoxetina (Prozac, Sarafem)
- Fluvoxamina (Luvox, Faverin)
- Paroxetina (Paxil, Seroxat)
- Sertralina (Zoloft, Lustral)

## Inibidores de recaptação de serotonina e noradrenalina(ISRSN)
- Desvenlafaxina (Pristiq)
- Duloxetina (Cymbalta)
- Levomilnaciprano (Fetzima)
- Milnaciprano (Ixel, Savella)
- Venlafaxina (Effexor)

## Aceleradores e moduladores de serotonina(AMS)
- Vilazodona (Viibryd)
- Vortioxetina (Trintellix)

## Antagonistas e inibidores de recaptação de serotonina(AIRS)
- Nefazodona (Dutonin, Nefadar, Serzone) – retirado/descontinuado na maioria dos países
- Trazodona (Desyrel, Donaren)

## Inibidores de recaptação de noradrenalina(IRN)
- Atomoxetina (Strattera) – um IRN aprovado para tratar TDAH
- Reboxetina (Edronax)
- Teniloxazina (Lucelan, Metatone) – também é um antagonista do receptor 5-HT2A
- Viloxazina (Vivalan)

Embora comercializado como um antidepressivo, uma metanálise descobriu que a reboxetina era ineficaz e potencialmente prejudicial.

## Inibidores de recaptação de noradrenalina e dopamina(IRND)
- Bupropiona (Wellbutrin, Bup) – um NDRI fraco, com ações dopaminérgicas controversas; pode atuar como um agente de liberação de norepinefrina-dopamina (NDRA) alternativamente ou adicionalmente; também é um antagonista não competitivo dos receptores nicotínicos de acetilcolina[2]

## Antidepressivos tricíclicos(TCAs)
- Amitriptilina (Elavil, Endep)
- Amitriptilinóxido (Amioxid, Ambivalon, Equilibrin)
- Clomipramina (Anafranil)
- Desipramina (Norpramin, Pertofrane)
- Dibenzepina (Noveril, Victoril)
- Dimetacrina (Istonil)
- Dosulepina (Prothiaden)
- Doxepina (Adapin, Sinequan)
- Imipramina (Tofranil)
- Lofepramina (Lomont, Gamanil)
- Melitraceno (Dixeran, Melixeran, Trausabun)
- Nitroxazepina (Sintamil)
- Nortriptilina (Pamelor, Aventyl)
- Noxiptilina (Agedal, Elronon, Nogedal)
- Opipramol (Insidon)
- Pipofezina (Azafen/Azaphen)
- Protriptilina (Vivactil)
- Trimipramina (Surmontil)

## Antidepressivos tetracíclicos(ADTC)
- Amoxapina (Asendin)
- Maprotilina (Ludiomil)
- Mianserina (Tolvon)
- Mirtazapina (Remeron)
- Setiptilina (Tecipul)

A mianserina, a mirtazapina e a setiptilina algumas vezes também são descritas como antidepressivos serotoninérgicos noradrenérgicos específicos (NaSSAs).

## Inibidores da monoamina oxidase(IMAOs)

### Irreversíveis

#### Não seletivos
- Isocarboxazida (Marplan)
- Fenelzina (Nardil)
- Tranilcipromina (Parnate)

#### Inibidor seletivo da MAO-B
- Selegilina (Eldepryl, Zelapar, Emsam)

### Reversíveis

#### Não seletivo
Caroxazona (Surodil, Timostenil) era usada anteriormente como antidepressivo, mas foi descontinuada.

#### Inibidor seletivo da MAO-A
- Metralindola (Inkazan)
- Moclobemida (Aurorix, Manerix)
- Pirlindola (Pirazidol)
- Toloxatona (Humoryl)

Esses fármacos às vezes são descritos como inibidores reversíveis da MAO-A.
Eprobemida (Befol) e minaprina (Brantur, Cantor) também foram usados anteriormente como antidepressivos, mas foram descontinuados.

#### Não seletivo
- Bifemelano (Alnert, Celeport) - inibidor reversível da MAO-A, inibidor irreversível da MAO-B e NRI fraco

## Outros

### Comercializados
- Agomelatina (Valdoxan) – antagonista do receptor 5-HT2C e agonista do receptor MT1 e MT2
- Escetamina (Spravato) – antagonista não competitivo do receptor NMDA[3]
- Cetamina (Ketalar) – antagonista não competitivo do receptor NMDA – não aprovado especificamente para depressão (usado off-label)[4]
- Tandospirona (Sediel) – agonista parcial do receptor 5-HT1A
- Tianeptina (Stablon, Coaxil) - agonista fraco e atípico do receptor μ-opioide

### Atualmente descontinuados
- α-Metiltriptamina [αMT] (Indopan) – agonista não seletivo do receptor de serotonina, agente liberador de serotonina-noradrenalina-dopamina (SNDRA) e fraco inibidor reversível da monoamina
- Alfaetiltriptamina [α-Ethyltryptamine (αET)] (Monase) – agonista  não seletivo do receptor de serotonina, SNDRA e inibidor reversível da monoamina
- Indeloxazina (Elen, Noin) – agente de liberação de serotonina, NRI e antagonista do receptor NMDA
- Medifoxamina (Clédial, Gerdaxil) – inibidor fraco de recaptação de serotonina e dopamina (IRSD) e antagonista dos receptores 5-HT2A e 5-HT2C
- Oxaflozano (Conflictan) – agonista do receptor 5-HT 1A, 5-HT 2A e 5-HT 2C
- Pivagabina (Tonerg) – mecanismo de ação desconhecido / pouco claro

### Diversos
Os seguintes antidepressivos estão disponíveis com e/ou sem prescrição:
- Ademetionina [S-Adenosil-L-metionina (SAMe)] (Heptral, Transmetil, Samyl) – cofator na biossíntese de monoaminas
- Hypericum perforatum [Erva de São João] (Jarsin, Kira, Movina) – ativador TRPC6 e várias outras ações
- Oxitriptano [5-hidroxitriptofano (5-HTP)] (Cincofarm, Levothym, Triptum) – precursor na biossíntese de serotonina
- Cloreto de rubídio [RbCl] (Rubinorm) – mecanismo de ação desconhecido/pouco claro[5]
- Triptofano (Tryptan, Optimax, Aminomine) – precursor na biossíntese de serotonina
- Magnésio[6]
- Acetilcarnitina[7]
- Açafrão[8]

## Tratamentos adjuvantes

### Antipsicóticos atípicos
- Amisulprida (Solian) – aprovado, em doses baixas, como monoterapia para distimia
- Aripiprazol (Abilify) – aprovado como um adjunto para transtorno depressivo maior
- Brexpiprazol (Rexulti) – aprovado como um adjunto para transtorno depressivo maior
- Lurasidona (Latuda) – aprovado para episódios depressivos no transtorno bipolar
- Olanzapina (Zyprexa) – aprovada como adjuvante para transtorno depressivo maior
- Quetiapina (Seroquel) – aprovado como um adjunto para transtorno depressivo maior e episódios depressivos no transtorno bipolar
- Risperidona (Risperdal) – não aprovado especificamente como um adjunto para transtorno depressivo maior (porém é usado off-label)[9]

### Outros
- Buspirona (Buspar) – agonista parcial do receptor 5-HT1A – não especificamente aprovado para depressão (usado off-label)
- Lítio (Eskalith, Lithobid) – estabilizador de humor (mecanismo de ação pouco conhecido) – não aprovado especificamente para depressão (usado off-label)
- Modafinil – comercializado como um medicamento eugeroico e promotor da vigília, é um inibidor da recaptação da dopamina com outros efeitos farmacodinâmicos de relevância na melhora dos sintomas depressivos, usado off-label[10][11][12]
- Tiroxina (T4) – hormônio da tireoide (agonista do receptor do hormônio da tireoide) – não aprovado para depressão (usado off-label)
- Triiodotironina (T3) – hormônio tireoidiano (agonista do receptor do hormônio tireoidiano) – (usado off-label no tratamento da depressão)
- Minociclina – inibidor da microglia (antibióticos de tetraciclina ) –  o efeito antidepressivo geral em comparação com o placebo foi de -0,78 (IC de 95%: -0,4 a -1,33, P=0,005) numa meta-análise.[13] – não aprovado especificamente para depressão (usado off-label)[14]

## Produtos de combinação
- Amitriptilina/clordiazepóxido – combinação de TCA e benzodiazepina (Limbitrol)
- Amitriptilina/perfenazina (Etafron) – combinação de TCA e antipsicótico típico
- Flupentixol/melitraceno (Deanxit) – combinação de TCA e antipsicótico típico
- Olanzapina/fluoxetina (Symbyax) – combinação de ISRS e antipsicótico atípico – aprovado especificamente como monoterapia para episódios depressivos em transtorno bipolar e depressão resistente ao tratamento
- Tranilcipromina/trifluoperazina (Parstelin, Parmodalin, Jatrosom N, Stelapar) - combinação de IMAO e antipsicótico típico